# North Fork Holston River
Der North Fork Holston River ist ein Fluss im Osten der Vereinigten Staaten. Er ist der nördliche Quellfluss des Holston River, den er ab Kingsport in Tennessee zusammen mit dem South Fork Holston River bildet.
Der Fluss entspringt im Bland County im US-Bundesstaat Virginia. Die Quelle liegt nahe der Tennessee Valley Divide, der Wasserscheide zwischen dem Tennessee River und dem nach Norden führenden New River. Der North Fork Holston River fließt vorwiegend Richtung Südwesten durch Virginia, zuerst in einem Tal zwischen Walker und Brushy Mountain, zweier langgestreckter Appalachen-Bergzüge. Der Mittellauf des Flusses folgt der Südseite des Clinch Mountain, bevor er sich kurz vor der Staatsgrenze nach Süden wendet und sich nach wenigen Kilometern in Tennessee mit dem South Fork Holston River vereinigt. 
Anders als am South Fork gibt es am North Fork Holston River keine großen Stauseen. Der Fluss ist 243 Kilometer lang und hat ein Einzugsgebiet von 1889 Quadratkilometern.